# Sambasso
Sambasso, già Sanpasso (in sloveno Šempas; in tedesco Schönpass, desueto; in friulano Sambàs), è un insediamento del comune di Nova Gorica, che nel 2002 contava 1 066 abitanti.
Situato nella bassa Valle del Vipacco (Vipavska dolina), il confine con l'Italia dista meno di 20 km.

## Storia
L'insediamento è stato per la prima volta menzionato attorno al 1200, assumendo nel tempo diversi nomi come Sannd Pass, De Sancto Passo, Schoenpass.
Il centro abitato apparteneva storicamente alla Contea di Gorizia e Gradisca, come comune autonomo; era noto con il toponimo italiano di Sanpasso, tedesco di Schönpaß e con quello sloveno di Šempas. Il comune comprendeva nell'Ottocento anche i vicini insediamenti di San Michele (Sankt Michael, Šent Mihel), Ossegliano (Oželjan), Osek e Vittuglia (Vitovlje). Nei primi anni del Novecento tuttavia questi insediamenti vennero scorporati, andando a formare i comuni di Osek-Vittuglia e di Ossegliano-San Michele.
Dopo la prima guerra mondiale passò, come tutta la Venezia Giulia, al Regno d'Italia; il toponimo venne cambiato in Sambasso, e il comune venne inserito nel circondario di Gorizia della provincia del Friuli. Nel 1927 passò alla nuova provincia di Gorizia; dopo pochi mesi vi vennero aggregati i soppressi comuni di Ossecca-Vittuglia e Ossegliano San Michele.
Dopo la seconda guerra mondiale il territorio passò alla Jugoslavia; attualmente Sambasso (in sloveno Šempas) è frazione del comune di Nova Gorica. È inoltre capoluogo di una delle 19 comunità locali in cui è suddiviso il comune.